# Ajn Jusuf
Ajn Jusuf (arab. عين يوسف; fr. Aïn Youcef)  – jedna z 53 gmin w prowincji Tilimsan, w Algierii, znajdująca się w północnej części prowincji, około 19 km na północ od Tilimsan. W 2008 roku gminę zamieszkiwało 13234 osób. Numer statystyczny gminy w Office National des Statistiques d'Algérie to 1315.